# باربارا جردن
باربارا جردن (زادهٔ ۲۱ فوریه ۱۹۳۶ - درگذشتهٔ ۱۷ ژانویه ۱۹۹۶) وکیل، مربی، سیاستمدار آمریکایی و رهبر جنبش حقوق مدنی سیاهپوستان است. او اولین زن سیاهپوست امریکایی بود که برای سنای تکزاس انتخاب شد؛ و همچنین اولین زن از سیاهپوستان آمریکا بود که برای مجلس نمایندگان ایالات متحده آمریکاانتخاب شد. او  نشان‌های افتخار متعددی از جمله نشان افتخار آزادی رئیس‌جمهوری را دریافت کرد. او اولین زن سیاهپوست آمریکایی بود که در قبرستان تکزاس به خاک سپرده شد.

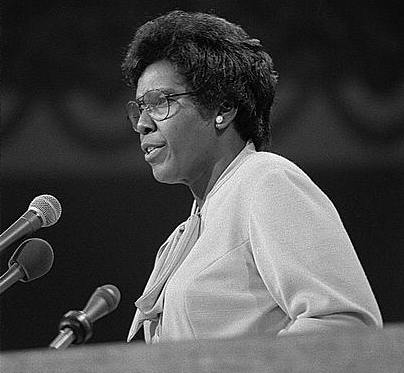
Barbara Jordan delivering the keynote address before the 1976 Democratic National Convention

## زندگی
باربارا چارلین جردن در هیوستون در ایالت تکزاس به دنیا آمد. مادرش در کلیسا تدریس می‌کرد و پدرش کشیش باپتیست بود و دوران کودکی باربارا حول زندگی در کلیسا سپری شد. باربارا سومین و آخرین فرزند خانواده بود.

## نگارخانه

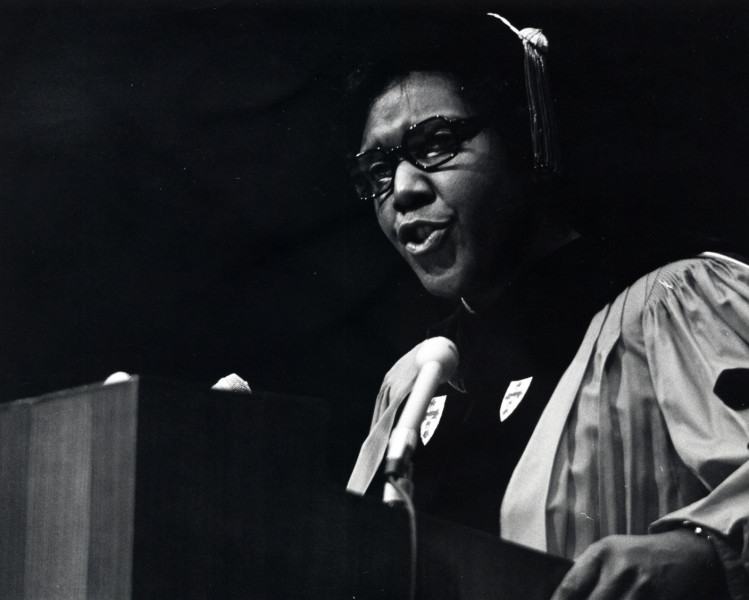
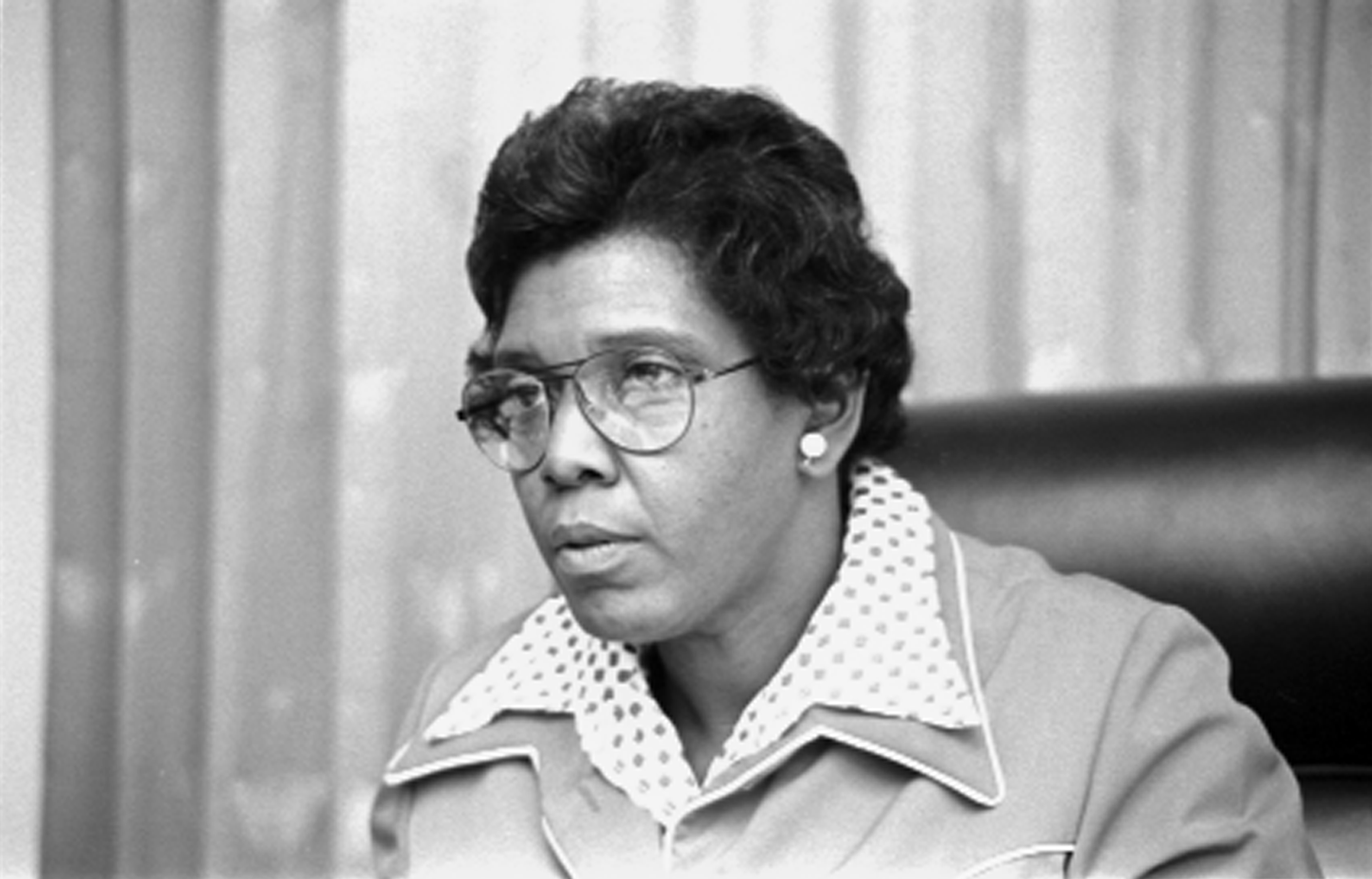